# 中华隐足蟹
中华隐足蟹（学名：Cryptopodia sinica）为菱蟹科隐足蟹属的动物。在中国大陆，分布于南沙群岛等地，生活环境为海水，多生活于水深73米以及底质碎壳沙。该物种的模式产地在南沙群岛。
其种加词sinica，意为“中华的”。